# Copa de São Tomé i Príncipe de futbol
La Copa de São Tomé i Príncipe de futbol (en portuguès: Taça Nacional de São Tomé e Príncipe) és la principal competició futbolística per eliminatòries de São Tomé i Príncipe. És organitzada per la Federação Santomense de Futebol i fou creada el 1977.
D'igual manera que passa amb el campionat nacional, existeixen copes a nivell regional:
- Taça Regional de São Tomé
- Taça Regional de Príncipe

## Historial
Font:
| Any     | Campió                                | Resultat      | Finalista                             | Seu                          |
| ------- | ------------------------------------- | ------------- | ------------------------------------- | ---------------------------- |
| 1981    | Desportivo de Guadalupe (São Tomé)    |               |                                       |                              |
| 1982    | Sporting Praia Cruz (São Tomé)        |               |                                       |                              |
| 1983    | No es disputà                         | No es disputà | No es disputà                         | No es disputà                |
| 1984    | Vitória FC (São Tomé)                 |               |                                       |                              |
| 1985    | Vitória FC (São Tomé)                 |               |                                       |                              |
| 1986    | Vitória FC (São Tomé)                 |               |                                       |                              |
| 1987    | No es disputà                         | No es disputà | No es disputà                         | No es disputà                |
| 1988    | 6 de Setembro (São Tomé)              |               |                                       |                              |
| 1989    | Vitória FC (São Tomé)                 | 1-1 atorgat   | Sporting Praia Cruz (São Tomé)        | Estádio Nacional 12 de Julho |
| 1990    | Vitória FC (São Tomé)                 | 1-0           | 6 de Setembro (São Tomé)              | Estádio Nacional 12 de Julho |
| 1991    | Santana FC (São Tomé)                 |               |                                       |                              |
| 1992    | GD Os Operários (Príncipe)            |               |                                       |                              |
| 1993    | Sporting Praia Cruz (São Tomé)        |               |                                       |                              |
| 1994    | Sporting Praia Cruz (São Tomé)        | bt            | Aliança Nacional (São Tomé)           | Estádio Nacional 12 de Julho |
| 1995    | Caixão Grande (São Tomé)              |               |                                       |                              |
| 1996    | Aliança Nacional (São Tomé)           |               |                                       |                              |
| 1997    | No es disputà                         | No es disputà | No es disputà                         | No es disputà                |
| 1998    | Sporting Praia Cruz (São Tomé)        |               |                                       |                              |
| 1999    | Vitória FC (São Tomé)                 | 3-2           | GD Os Operários (Príncipe)            |                              |
| 2000    | Sporting Praia Cruz (São Tomé)        | 3-1 (pr.)     | Caixão Grande (São Tomé)              | Estádio Nacional 12 de Julho |
| 2001    | GD Sundy (Príncipe)                   | 4-3           | Vitória FC (São Tomé)                 |                              |
| 2002    | No es disputà                         | No es disputà | No es disputà                         | No es disputà                |
| 2003    | GD Os Operários (Príncipe)            | 1-0           | UDESCAI (São Tomé)                    |                              |
| 2004    | No es disputà                         | No es disputà | No es disputà                         | No es disputà                |
| 2005    | No es disputà                         | No es disputà | No es disputà                         | No es disputà                |
| 2006    | No es disputà                         | No es disputà | No es disputà                         | No es disputà                |
| 2007    | Vitória FC (São Tomé)                 | venç          | GD Sundy (Príncipe)                   |                              |
| 2008    | No es disputà                         | No es disputà | No es disputà                         | No es disputà                |
| 2009-10 | 6 de Setembro (São Tomé)              | 2-1           | Sporting Clube do Príncipe (Príncipe) |                              |
| 2011    | Vitória FC (São Tomé)                 | 4-1           | GD Sundy (Príncipe)                   |                              |
| 2012    | Sporting Clube do Príncipe (Príncipe) | 1-0           | Desportivo de Guadalupe (São Tomé)    |                              |
| 2013    | UDRA (São Tomé)                       | 5-1           | GD Sundy (Príncipe)                   |                              |
| 2014    | UDRA (São Tomé)                       | 2-1           | Sporting Clube do Príncipe (Príncipe) |                              |
| 2015    | Sporting Praia Cruz (São Tomé)        | 6-2           | Porto Real (Príncipe)                 | Estádio Nacional 12 de Julho |
| 2016    | UDRA (São Tomé)                       | 6-2           | GD Os Operários (Príncipe)            | Estádio Nacional 12 de Julho |
| 2017    | UDRA (São Tomé)                       | 1-0           | Porto Real (Príncipe)                 | Estádio Nacional 12 de Julho |
| 2018    | Porto Real (Príncipe)                 | 2-1           | UDRA (São Tomé)                       | Estádio Nacional 12 de Julho |